# Idris sanctijohani
Idris sanctijohani är en stekelart som beskrevs av Durgadas Mukerjee 1981. Idris sanctijohani ingår i släktet Idris och familjen Scelionidae. Inga underarter finns listade i Catalogue of Life.